# 프리스테이트 스타디움
프리스테이트 스타디움(Free State Stadium)은 남아프리카 공화국의 블룸폰테인에 위치한 축구 경기장이다. 원래 명칭은 보다콤 파크 스타디움(Vodacom Park Stadium)이며 기업의 명명권을 인정하지 않는 FIFA 규정상 월드컵 기간에는 프리스테이트 경기장으로 불린다. 이 경기장은 축구 뿐만 아니라 럭비 리그의 경기장으로도 널리 이용된다.

## 개요
프리스테이트라는 명칭은 영어이며 이전 이름은 오렌지 자유주였다. 이 경기장은 원래 1995년 럭비 월드컵을 위해 지어졌으며 다음과 같은 럭비 팀들이 임대를 해서 사용한다.
- 프리스테이트 치타스 - (커리 컵)
- 센트럴 치타스 - (수퍼 15)

이곳을 임대해서 사용하는 축구 구장은 다음과 같다.
- 블룸폰테인 셀틱스 (프리미어 사커 리거)

## 경기

### 1996년 아프리카 네이션스컵
1996년 아프리카 네이션스컵에서 조별 예선 6경기와 8강전 1경기가 개최되었다.

### 2009년 FIFA 컨페더레이션스컵
프리스테이트 경기장은 2009년 FIFA 컨페더레이션스컵 경기가 열린 경기장 가운데 하나였다.
| 날짜       | 시간 (UTC+02) | 팀 #1  | 결과 | 팀 #2             | 경기     | 관중   |
| ---------- | ------------- | ------ | ---- | ----------------- | -------- | ------ |
| 2009-06-15 | 16:00         | 브라질 | 4–3  | 이집트            | B조      | 27,851 |
| 2009-06-17 | 16:00         | 스페인 | 1–0  | 이라크            | A조      | 30,512 |
| 2009-06-20 | 20:30         | 스페인 | 2–0  | 남아프리카 공화국 | A조      | 38,212 |
| 2009-06-24 | 20:30         | 스페인 | 0–2  | 미국              | 준결승전 | 35,369 |

### 2010년 FIFA 월드컵
| 날짜       | 시간 (UTC+02) | 팀 #1      | 결과 | 팀 #2             | 경기   | 관중   |
| ---------- | ------------- | ---------- | ---- | ----------------- | ------ | ------ |
| 2010-06-14 | 16:00         | 일본       | 1–0  | 카메룬            | E조    | 30,620 |
| 2010-06-17 | 16:00         | 그리스     | 2–1  | 나이지리아        | B조    | 31,593 |
| 2010-06-20 | 13:30         | 슬로바키아 | 0–2  | 파라과이          | F조    | 26,643 |
| 2010-06-22 | 16:00         | 프랑스     | 1–2  | 남아프리카 공화국 | A조    | 39,415 |
| 2010-06-25 | 20:30         | 스위스     | 0–0  | 온두라스          | H조    | 28,042 |
| 2010-06-27 | 16:00         | 독일       | 4–1  | 잉글랜드          | 16강전 | 40,510 |